# Terremoto de San Salvador de 1986
El terremoto de San Salvador de 1986 fue uno de los sismos más violentos y destructivos de la historia de la ciudad capital de El Salvador, incluso causó más muertos que los terremotos del 13 de enero y 13 de febrero de 2001. La cifra de muertos fue de 3500 y 200 000 damnificados y 20 000 heridos, Según el historiador Thomas Anderson, en su libro Politics of Central America, 1988. También hubo 150 000 edificios destruidos y 288 679 casas totalmente destruidas y 108 226 casas resultaron dañadas el terremoto destruyo el 80 % de la ciudad.
El terremoto inició a las 11:49:26 de la mañana hora local (17:49 UTC), del viernes 10 de octubre de 1986, con una magnitud de 7.5 en la escala de Richter y una intensidad de IX en la escala de Mercalli, causando daños considerables a la infraestructura de la ciudad, siendo el foco de la tragedia el edificio Rubén Darío, dañado por el terremoto del 3 de mayo de 1965, pero que nunca fue demolido o reparado correctamente. El terremoto duró de 38 a 49 segundos. Hubo varias réplicas que duraron una semana. El sismo ocurrió en plena guerra civil que abatió al país de 1979 a 1992.

## Origen y epicentro
El epicentro se localizó en Los Planes de Renderos, al sur de la ciudad, con una profundidad de 5,4 km. Las ondas sísmicas se dirigieron hacia el norte de la capital, atravesando el centro y causando un rastro de daños en su paso por los barrios San Jacinto, Santa Anita, Candelaria y el reparto Santa Marta. El terremoto fue de tipo trepidatorio y oscilatorio debido a que fue violentamente hacia los lados y hacia arriba, sin previo aviso y de manera repentina el terremoto azotó con una fortísima sacudida a San Salvador. El movimiento telúrico fue sensible incluso hasta en Chalatenango, Guatemala y la parte sur de Honduras que colinda con El Salvador.
X-IX: (Violento) San Salvador, Soyapango, Mejicanos, Ayutuxtepeque, Panchimalco
VIII: (Destructivo) Ilopango, Panchimalco, Rosario de Mora, Santa Tecla, Antiguo Cuscatlán, Cuscatancingo
VII:(Muy fuerte) San Martín, Tonacatepeque, Santiago Texacuangos, Apopa, San Marcos, Nejapa, Ciudad Delgado
VI:(Fuerte) Nuevo Cuscatlán, Aguilares, El Paisnal, Guazapa, Quezaltepeque, Comasagua, San Juan Opico, Tamanique, San José Guayabal, Oratorio de Concepción, El Paraíso
V:(Poco Fuerte) Cojutepeque, Tenancingo, Zacatecoluca, Suchitoto, San Rafael Cedros, Olocuilta, La Reina, Chalatenango, San Francisco Morazán, Talnique, Mercedes La Ceiba, La Libertad, Sonsonate, Juayúa
IV (Moderado): Guatemala y Honduras
El terremoto de San Salvador de 1986 ocurrió dentro de la corteza superior de la Placa del Cocos a lo largo de una falla que se extiende en San Salvador con 30 kilómetros de largo desde el volcán de san salvador hasta Los Planes de Renderos.
Los primeros datos apuntaron una magnitud de 5.4 pero un día después se cambió a una magnitud de 7.0, para que dos días después se diera, la magnitud correcta 7.5 en la escala Richter.

## Efectos y consecuencias

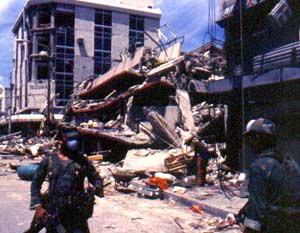
El edificio Rubén Darío. En primer plano dos soldados de la FAES previniendo posibles saqueos.

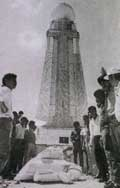
Personas observando la imagen del Divino Salvador del Mundo, quebrado y decapitado al pie de su pedestal.

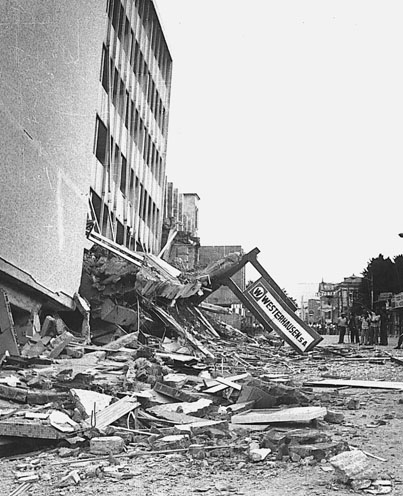
El Gran Hotel San Salvador.

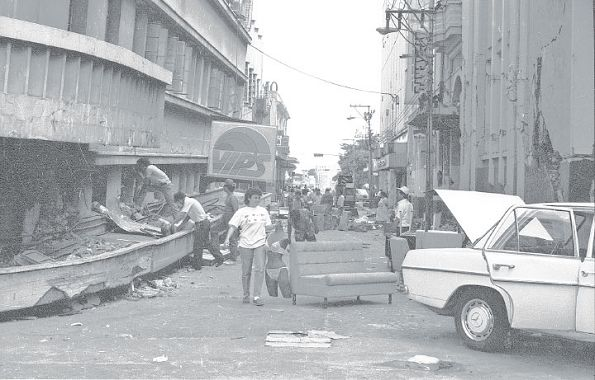
El edificio Dueñas colapsado sobre sus bases.

El violento movimiento sísmico causó que varios edificios de la capital colapsaran o sufrieran daños significativos, un ejemplo de esto es el edificio Rubén Darío, símbolo de la tragedia, el cual abarcaba un área de casi una cuadra y rodeaba en parte al edificio Pacífico, que tuvo que ser demolido.
Otros edificios dañados fueron:
- El edificio Dueñas, ubicado frente a la Plaza Gerardo Barrios
- El Gran Hotel San Salvador
- El edificio del Instituto Salvadoreño del Café
- El edificio Tazumal
- El Hospital Nacional de niños Benjamín Bloom, en el cual se registró un único fallecido, el cual murió al fallar el aparato respirador
- La Biblioteca Nacional y el Ministerio de Educación (diseñados por  la arquitecta Ehrentraut Katstaller Schott y el arquitecto Karl Katstaller)
- Los ministerios de Hacienda, Planificación, Trabajo, Agricultura y Ganadería y la sede de la Dirección General de Correos
- El edificio Rodríguez Ruiz
- El edificio de la compañía Tropigás
- El edificio Torre López, en cuyo sótano funcionaba el cine Izalco
- El edificio CEFESA
- La Universidad de El Salvador en diversos edificios
- El colegio Externado de San José
- El monumento al Divino Salvador del Mundo
- La Catedral Metropolitana de San Salvador
- La escuela Santa Catalina, donde murieron 41 niñas y 1 niño
- El hospital general del Instituto Salvadoreño del Seguro Social

Aparte de los edificios del centro, hubo considerables daños en los barrios San Jacinto, La Vega, Candelaria, y especialmente el barrio Santa Anita, el cual quedó reducido a escombros casi en su totalidad, además en san salvador se registraron varios incendios pequeños.
Los habitantes del reparto Santa Marta quedaron incomunicados al hundirse la principal calle de acceso. En este lugar también hubo daños considerables a las casas.
En la zona norte de la capital, los daños no fueron tan severos, sin embargo algunos edificios de la llamada Súper Manzana Zacamil colapsaron.
El terremoto causó que más del 90 % del sistema de salud quedara dañado.
Muchos escenarios deportivos resultaron seriamente dañados, entre estos tenemos:
- El Monumental Estadio Cuscatlán,
- El Estadio Flor Blanca (hoy Jorge "Mágico" González)
- El Palacio de los Deportes (ahora denominado Carlos "El Famoso" Hernández)

Los muertos se calcularon en cerca de 1,530 - 3,500. Solo en el edificio Rubén Darío se calcula que murieron 500 personas. doscientas mil personas resultaron damnificadas y los daños materiales se calculan en 1,5 billones de dólares.

## Orígenes del desastre
La mayoría de edificios que colapsaron eran edificios que habían sido declarados inhabitables o con daños severos después del terremoto de 1965, se tienen datos que en algunas oficinas del Rubén Darío se usaban piedras para evitar que los escritorios se deslizaran. Algunas otras construcciones que habían resistido el sismo del 65, como el edificio Dueñas, habían sido modificados para albergar vitrinas enormes, para lo cual los reformadores sacrificaron columnas de soporte, causando que la primera planta se colapsara sobre sus bases. Irónicamente el sótano del edificio Rubén Darío no sufrió ningún daño.
Las casas populares colapsaron por haber sido construidas con adobe y lámina. Estructuras de gran valor histórico, como la casa Ambrogi, no resistieron la fuerza del terremoto y colapsaron.
Algunos edificios de reciente construcción también cayeron, esto se debió a que no fueron construidos con normas enfocadas en la sismoresistencia. algunos de estos edificios eran muy pobres estructuralmente hablando, en algunos otros se culpa a la mala calidad de los materiales usados, esto se hizo evidente en los recientes edificios que ocupaban algunas oficinas de gobierno.

## Respuesta de la población
Inicialmente fueron los cuerpos de socorro y la población civil, quienes de manera independiente comenzaron el rescate de las víctimas. La situación más dramática se vivó en el edificio Rubén Darío, en el que se hizo particularmente difícil localizar a las víctimas.
El hospital de niños Benjamín Bloom se encontraba con menos de la mitad de los médicos, puesto que la mayoría habían asistido a un congreso de pediatría en un hotel cercano, a la hora del sismo solo se encontraban algunos estudiantes de medicina, los cuales coordinaron la evacuación de las 11 plantas del edificio con la ayuda de los padres, solo un paciente murió al fallar la máquina que lo mantenía con vida. En cuestión de minutos, el adyacente Bulevar Los Héroes estaba congestionado con los pacientes del hospital, los médicos improvisaron salas de operaciones sobre la 25 Av Norte y gracias a que las enfermeras rescataron algún instrumental, fue posible realizar cirugías de emergencia en los cientos de pacientes que eran llevados por los cuerpos de socorro.
Inmediatamente comenzó a llegar ayuda proveniente del extranjero al aeropuerto de Ilopango. También vinieron brigadas de rescate de México y Francia después de que dos bomberos nacionales y un voluntario lograron ubicar a dos personas después de romper el piso de la tercera planta del edificio Rubén Darío donde escucharon pequeños ruidos y una voz casi apagada, aquí es cuando los rescatistas de Francia fueron contactados por el hecho de andar mejor preparados con perros y equipo sensibles para ubicar sobrevivientes, siendo estos los últimos quienes encontraron a los dos sobrevivientes en los escombros de la tercera planta del Rubén Darío, quienes estuvieron soterrados por casi 75 horas. También hizo acto de presencia el famoso rescatista mexicano conocido como La Pulga, distinguido por su participación en los rescates del terremoto en la Ciudad de México un año antes, por el cual fue reconocido como Héroe Nacional en México.

## Reacciones culturales al terremoto

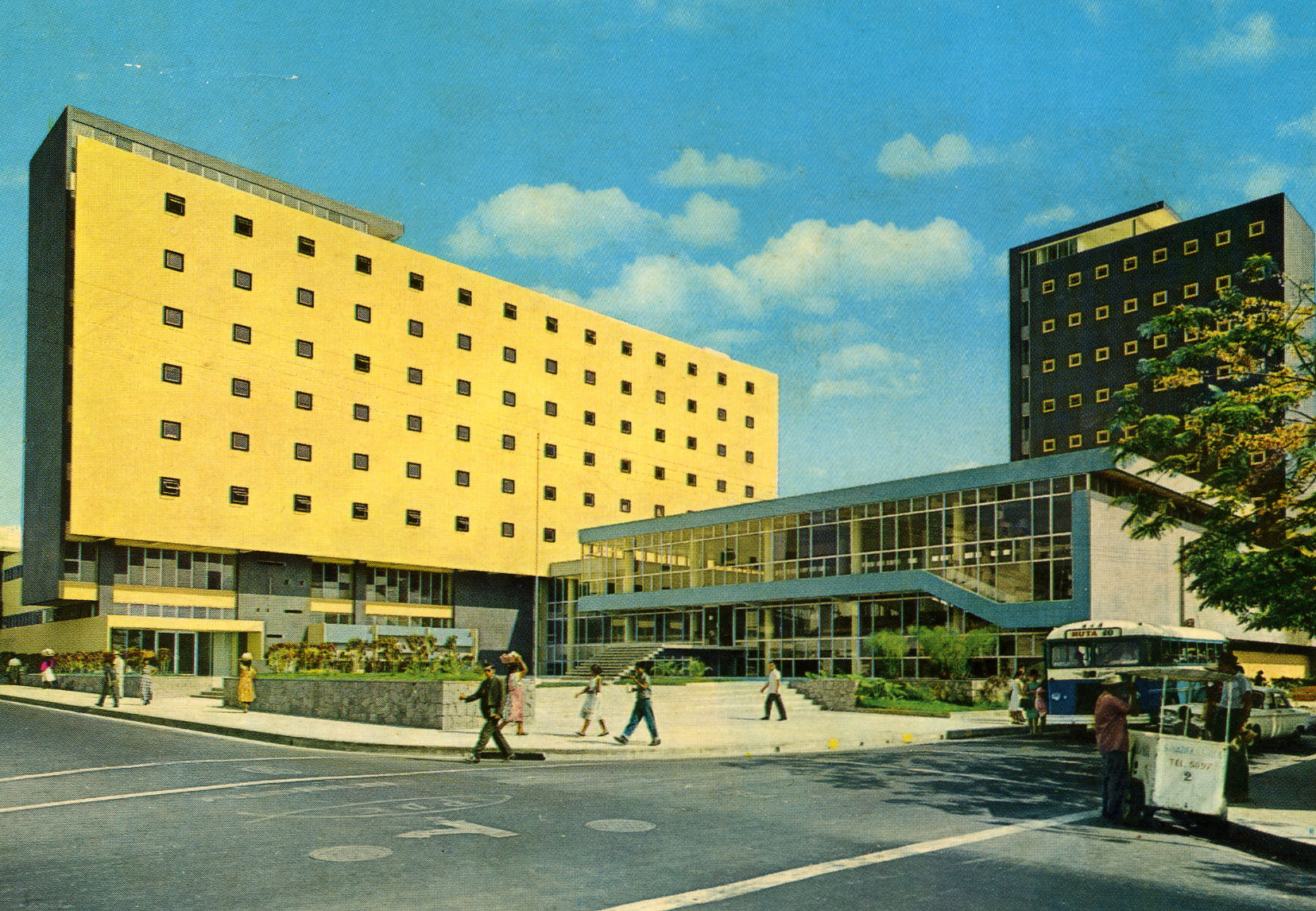
A la derecha el edificio de cristal ocupado por la Biblioteca Nacional, a la izquierda en amarillo, el Ministerio de Educación. Estos edificios resultaron severamente dañados en el terremoto. (1959)

El terremoto cambió la cara de la ciudad. El comercio se movió hacia el occidente, más específicamente a la zona de las colonias Escalón y San Benito, también el comercio más fuerte se trasladó al recientemente construido centro comercial Metrocentro.
Se recuerda con especial cariño a las 41 niñas y un niño que murieron en la escuela Santa Catalina, en el barrio San Jacinto, la cual se derrumbó sobre las alumnas.
Aproximadamente el 90% de la infraestructura de salud resultó dañada, las comunicaciones telefónicas fueron restauradas en su totalidad dos semanas después del sismo, el servicio de agua potable fue restablecido más tarde.

### Video grabaciones
- Terremoto de San Salvador, 10 de octubre
- Impacto del terremoto de 1986
- La escuela Santa Catalina 20 años después
- Reportaje especial TCS Noticias